# AsiaWorld–Arena
AsiaWorld–Arena (chiński: 亞洲國際博覽館 Arena, znane również jako Hall 1 of AsiaWorld-Expo) – największa zamknięta hala widowiskowa w Hongkongu. Posiada łączną powierzchnię 10 880 metrów kwadratowych, maksymalną pojemność 14 000 miejsc siedzących/16 000 miejsc stojące+siedzące i wysoki sufit o wysokości 19 metrów. Znajduje się obok międzynarodowego lotniska w Hongkongu. W hali odbywają się liczne koncerty, wydarzenia sportowe i inne formy rozrywki.